# Toichobat

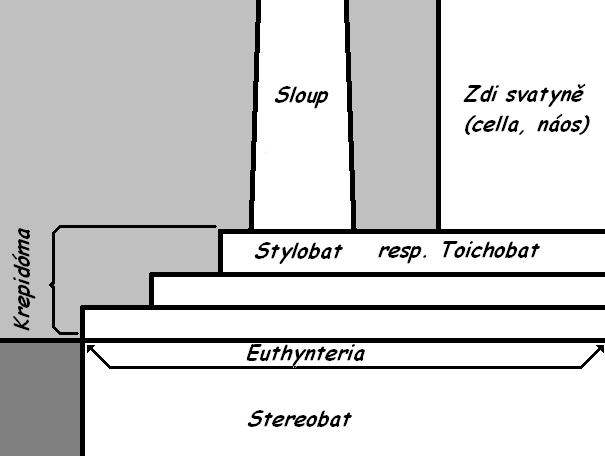
Schéma podnože antického chrámu

Toichobat je název pro poslední stupeň podnože - krepidómy antických chrámů určitých typů.
Tento stupeň bývá pro zdůraznění o něco vyšší. Nazývá se tak, pokud u jeho okraje stojí pouze zdi (chrámový styl in antis). Poslední stupeň, na jehož okraji stojí sloupořadí, se nazývá stylobat.